# Galatasaray Istanbul/Saison 1993/94
Die Saison 1993/94 von Galatasaray Istanbul war die 86. Saison in der Vereinsgeschichte und die 36. Saison in der türkischen Liga, der 1. Lig. Der Klub beendete die Saison wie im Vorjahr auf dem 1. Platz und wurde zum zehnten Mal türkischer Meister. In der Türkiye Kupası verlor Galatasaray Istanbul im Endspiel gegen Beşiktaş Istanbul. Die Gelb-Roten nahmen zum ersten Mal an der UEFA Champions League teil und schieden in der Gruppenphase aus.

## Personalien

### Kader
| Nat.               | Name               | Geburtsdatum  | im Verein seit | vorheriger Verein        |
| Torhüter           | Torhüter           | Torhüter      | Torhüter       | Torhüter                 |
| ------------------ | ------------------ | ------------- | -------------- | ------------------------ |
| Turkei             | Nezih Ali Boloğlu  | 4. Aug. 1964  | 1990           | Gençlerbirliği Ankara    |
| Turkei Deutschland | Ahmet Bulut        | 4. Juli 1969  | 1993           | FC Brüttisellen          |
| Turkei             | Hayrettin Demirbaş | 26. Juni 1963 | 1986           | Afyonspor                |
| Abwehr             |                    |               |                |                          |
| Turkei             | Yusuf Altıntaş     | 7. Aug. 1961  | 1984           | Kocaelispor              |
| Turkei             | Cihat Arslan       | 9. Feb. 1970  | 1993           | Karşıyaka SK             |
| Turkei             | İsmail Demiriz     | 1. Apr. 1962  | 1984           | Gençlerbirliği Ankara    |
| Schweden           | Roger Ljung        | 8. Jan. 1966  | 1993           | FC Admira Wacker Mödling |
| Turkei             | Bülent Korkmaz     | 24. Nov. 1968 | 1987           | eigene Jugend            |
| Turkei             | Mert Korkmaz       | 16. Aug. 1971 | 1990           | eigene Jugend            |
| Deutschland        | Reinhard Stumpf    | 26. Nov. 1961 | 1992           | 1. FC Kaiserslautern     |
| Turkei             | Yusuf Tepekule     | 15. Jan. 1968 | 1993           | Karşıyaka SK             |
| Turkei             | Soner Tolungüç     | 14. Okt. 1964 | 1993           | Sarıyer SK               |
| Mittelfeld         |                    |               |                |                          |
| Turkei             | Muhammed Altıntaş  | 30. März 1964 | 1986           | Edirnespor               |
| Turkei             | Okan Buruk         | 19. Okt. 1973 | 1991           | eigene Jugend            |
| Deutschland        | Falko Götz         | 26. März 1962 | 1992           | 1. FC Köln               |
| Turkei             | Hamza Hamzaoğlu    | 15. Jan. 1970 | 1991           | İzmirspor                |
| Turkei             | Cengizhan Hınçal   | 4. März 1974  | 1993           | eigene Jugend            |
| Turkei             | Suat Kaya          | 26. Aug. 1967 | 1992           | Konyaspor                |
| Turkei             | Tugay Kerimoğlu    | 24. Aug. 1970 | 1987           | eigene Jugend            |
| Angriff            |                    |               |                |                          |
| Turkei             | Benhur Babaoğlu    | 29. März 1970 | 1993           | Siirtspor                |
| Turkei             | Arif Erdem         | 2. Jan. 1972  | 1991           | Zeytinburnuspor U21      |
| Turkei             | Erdal Keser        | 20. Juni 1961 | 1989           | Sarıyer SK               |
| Turkei             | Mustafa Kocabey    | 6. Okt. 1974  | 1992           | eigene Jugend            |
| Turkei             | Hakan Şükür        | 1. Sep. 1971  | 1992           | Bursaspor                |
| Schweiz Turkei     | Kubilay Türkyılmaz | 4. März 1967  | 1993           | FC Bologna               |
| Turkei             | Uğur Tütüneker     | 2. Aug. 1963  | 1986           | FC Bayern München        |

#### Transfers
| Zugänge | Abgänge |
| --- | --- |
| Sommer 1993 - Cihat Arslan (Karşıyaka SK) - Ahmet Bulut (FC Brüttisellen) - Cengizhan Hınçal (eigene Jugend) - Yusuf Tepekule (Karşıyaka SK) - Soner Tolungüç (Sarıyer SK) - Kubilay Türkyılmaz (FC Bologna) Winter 1993/94 - Roger Ljung (FC Admira Wacker Mödling) | Sommer 1993 - Fahredin Duraku (SpVgg Unterhaching) - Torsten Gütschow (FC Carl Zeiss Jena) - Seyfettin Kurtulmuş (Denizlispor) |

## Spielkleidung
| Heim | Auswärts | Ausweich |

- Ausrüster: Umbro
- Trikotsponsor: Emek Sigorta / Show TV

## Saison
Alle Ergebnisse aus Sicht von Galatasaray Istanbul.
Die Tabelle listet alle 1.-Lig-Spiele des Vereins der Saison 1993/94 auf. Siege sind grün, Unentschieden gelb und Niederlagen rot markiert.

### 1. Lig
| ST | Datum              | Gegner                | Ort                               | Ergebnis  | Tor(e) für Galatasaray Istanbul | Karte(n) für Galatasaray Istanbul                                                         |
| -- | ------------------ | --------------------- | --------------------------------- | --------- | --- | ----------------------------------------------------------------------------------------- |
| 01 | 28. August 1993    | Zeytinburnuspor       | Ali Sami Yen Stadyumu, Istanbul 1 | 3:0 (1:0) | 1:0 Şükür (22.), 2:0 Şükür (77.) 3:0 Şükür (85.)                                                                                     | keine                                                                                     |
| 02 | 5. September 1993  | Samsunspor            | 19 Mayıs Stadı, Samsun            | 1:1 (1:0) | 1:0 Şükür (15.) | Götz (43.)                                                                                |
| 03 | 12. September 1993 | Karşıyaka SK          | Ali Sami Yen Stadyumu, Istanbul   | 2:0 (0:0) | 1:0 Türkyılmaz (58.), 2:0 Kaya (89.)                                                                                                 | keine                                                                                     |
| 04 | 19. September 1993 | MKE Ankaragücü        | 19 Mayıs Stadı, Ankara            | 4:2 (3:1) | 1:0 Türkyılmaz (2.), 2:0 Erdem (7.), 3:1 Götz (43.), 4:2 Şükür (89.)                                                                 | keine                                                                                     |
| 05 | 25. September 1993 | Karabükspor           | Ali Sami Yen Stadyumu, Istanbul   | 0:0       | keine | Götz (58.)                                                                                |
| 06 | 2. Oktober 1993    | Fenerbahçe Istanbul   | Fenerbahçe Stadı, Istanbul        | 0:2 (0:1) | keine | Götz (29.), Türkyılmaz (38.), B. Korkmaz (70.), Kerimoğlu (90.), Keser (55.), Erdem (57.) |
| 07 | 10. Oktober 1993   | Trabzonspor           | Hüseyin Avni Aker Stadı, Trabzon  | 2:1 (2:0) | 1:0 Hamzaoğlu (9.), 2:0 Y. Altıntaş (40. Foulelfmeter)                                                                               | Tolungüç (42.)                                                                            |
| 08 | 16. Oktober 1993   | Kocaelispor           | Ali Sami Yen Stadyumu, Istanbul   | 5:4 (1:0) | 1:0 Türkyılmaz (26.), 2:0 Kerimoğlu (61.), 3:3 Kerimoğlu (78.), 4:3 Götz (81.), 5:3 Şükür (85.)                                      | Kaya (19.)                                                                                |
| 09 | 13. November 1993  | Beşiktaş Istanbul     | İnönü Stadı, Istanbul             | 1:0 (1:0) | 1:0 Kerimoğlu (8. Foulelfmeter) | Götz (42.), Kocabey (74.)                                                                 |
| 10 | 20. November 1993  | Altay Izmir           | Atatürk Stadı, Izmir              | 2:0 (0:0) | 1:0 Götz (47.), 2:0 Kaya (73.) | Erdem (27.), Kaya (68.)                                                                   |
| 11 | 28. November 1993  | Gençlerbirliği Ankara | Ali Sami Yen Stadyumu, Istanbul   | 4:1 (2:0) | 1:0 Şükür (10.) 2:0 Şükür (33.), 3:1 Şükür (66.), 4:0 Şükür (88.)                                                                    | keine                                                                                     |
| 12 | 1. Dezember 1993   | Gaziantepspor         | Kamil Ocak Stadı, Gaziantep       | 4:3 (3:3) | 1:1 Kaya (4.), 2:1 Erdem (11.), 3:2 Şükür (32.), 4:3 Kaya (79.)                                                                      | Şükür (87.)                                                                               |
| 13 | 4. Dezember 1993   | Kayserispor           | Atatürk Stadı, Kayseri            | 2:1 (1:1) | 1:0 Kılıç (16. Eigentor), 2:1 B. Korkmaz (86.)                                                                                       | keine                                                                                     |
| 14 | 12. Dezember 1993  | Sarıyer SK            | Ali Sami Yen Stadyumu, Istanbul   | 2:0 (2:0) | 1:0 Kaya (50.), 2:0 Kerimoğlu (30.)                                                                                                  | M. Korkmaz (80.)                                                                          |
| 15 | 18. Dezember 1993  | Bursaspor             | Atatürk Stadı, Bursa              | 1:2 (0:2) | 1:2 Kaya (86.) | Erdem (50.)                                                                               |
| 16 | 6. Februar 1994    | Zeytinburnuspor       | İnönü Stadı, Istanbul             | 2:0 (0:0) | 1:0 Erdem (80.), 2:0 Erdem (90.) | Kerimoğlu (76.), Kocabey (90.)                                                            |
| 17 | 13. Februar 1994   | Samsunspor            | Ali Sami Yen Stadyumu, Istanbul   | 6:1 (1:1) | 1:1 Kerimoğlu (45. Handelfmeter), 2:1 Keser (46.), 3:1 Kerimoğlu (52. Foulelfmeter), 4:1 Kaya (58.), 5:1 Keser (75.), 6:1 Götz (78.) | Demirbaş (12.), Götz (28.)                                                                |
| 18 | 20. Februar 1994   | Karşıyaka SK          | Atatürk Stadı, Izmir              | 3:0 (0:0) | 1:0 Erdem (53.), 2:0 Şükür (55.), 3:0 Erdem (77.)                                                                                    | Ljung (16.), M. Korkmaz (47.)                                                             |
| 19 | 26. Februar 1994   | MKE Ankaragücü        | Ali Sami Yen Stadyumu, Istanbul   | 3:0 (1:0) | 1:0 M. Korkmaz (42.), 2:0 Götz (65.), 3:0 Şükür (90. Foulelfmeter)                                                                   | Kaya (16.), B. Korkmaz (62.), Götz (90.)                                                  |
| 20 | 6. März 1994       | Karabükspor           | Yenişehir Stadı, Karabük          | 0:0       | keine | keine                                                                                     |
| 21 | 12. März 1994      | Fenerbahçe Istanbul   | Ali Sami Yen Stadyumu, Istanbul   | 2:1 (1:1) | 1:1 Kerimoğlu (40.), 2:1 Şükür (87.)                                                                                                 | Götz (47.), Keser (89.)                                                                   |
| 22 | 20. März 1994      | Trabzonspor           | Ali Sami Yen Stadyumu, Istanbul   | 0:2 (0:0) | keine | Kocabey (83.)                                                                             |
| 23 | 26. März 1994      | Kocaelispor           | İsmetpaşa Stadyumu, İzmit         | 3:1 (0:0) | 1:0 Erdem (62.), 2:0 Kerimoğlu (64.), 3:0 Türkyılmaz (89.)                                                                           | Keser (36.), Kaya (63.), Stumpf (80.), Tepekule (83.)                                     |
| 24 | 3. April 1994      | Gaziantepspor         | Ali Sami Yen Stadyumu, Istanbul   | 3:1 (2:0) | 1:0 Erdem (8.), 2:0 Şükür (30.), 3:0 Hamzaoğlu (83.)                                                                                 | keine                                                                                     |
| 25 | 9. April 1994      | Beşiktaş Istanbul     | Ali Sami Yen Stadyumu, Istanbul   | 1:1 (0:1) | 1:0 Hamzaoğlu (33.) | Tütüneker (86.)                                                                           |
| 26 | 16. April 1994     | Altay Izmir           | Ali Sami Yen Stadyumu, Istanbul   | 3:1 (2:0) | 1:0 Erdem (12.), 2:0 Kerimoğlu (18.), 3:1 Hamzaoğlu (74.)                                                                            | Tütüneker (45.), Arslan (72.)                                                             |
| 27 | 24. April 1994     | Gençlerbirliği Ankara | 19 Mayıs Stadı, Ankara            | 1:2 (1:1) | 1:1 Ljung (18.) | keine                                                                                     |
| 28 | 30. April 1994     | Kayserispor           | Ali Sami Yen Stadyumu, Istanbul   | 3:1 (1:1) | 1:0 Kerimoğlu (36. Handelfmeter), 2:1 Kerimoğlu (55.), 3:1 Tolungüç (80.)                                                            | Tolungüç (70.)                                                                            |
| 29 | 8. Mai 1994        | Sarıyer SK            | İnönü Stadı, Istanbul             | 2:0 (1:0) | 1:0 Kerimoğlu (12. Foulelfmeter), 2:0 Kaya (85.)                                                                                     | Ljung (44.)                                                                               |
| 30 | 15. Mai 1994       | Bursaspor             | Ali Sami Yen Stadyumu, Istanbul   | 2:0 (1:0) | 1:0 Şükür (5.), 2:0 Ljung (50.) | keine                                                                                     |

### Türkiye Kupası
| Runde                | Datum             | Gegner      | Ort                             | Ergebnis  | Tor(e) für Galatasaray Istanbul                     | Karte(n) für Galatasaray Istanbul  |
| -------------------- | ----------------- | ----------- | ------------------------------- | --------- | --------------------------------------------------- | ---------------------------------- |
| Achtelfinale         | 22. Dezember 1993 | Denizlispor | Şehir Stadı, Denizli            | 1:0 (1:0) | 1:0 Kocabey (5.)                                    | Tolungüç (50.), Keser (89.)        |
| Viertelfinale        | 30. Januar 1994   | Kayserispor | Atatürk Stadı, Kayseri          | 3:2 (0:1) | 1:2 Erdem (67.), 2:2 Kocabey (75.), 3:2 Erdem (82.) | Götz (9.), Arslan (48.)            |
| Halbfinale-Hinspiel  | 9. Februar 1994   | Kocaelispor | İsmetpaşa Stadyumu, İzmit       | 1:2 (0:0) | 1:1 Götz (72. Foulelfmeter)                         | B. Korkmaz (37.), M. Korkmaz (81.) |
| Halbfinale-Rückspiel | 9. März 1994      | Kocaelispor | Ali Sami Yen Stadyumu, Istanbul | 2:0 (0:0) | 1:0 Şükür (52. Foulelfmeter), 2:0 Şükür (77.)       | M. Korkmaz (83.)                   |

#### Finale

##### Hinspiel
| Paarung              | Galatasaray Istanbul – Beşiktaş Istanbul |
| Ergebnis             | 0:0 |
| Datum                | 6. April 1994 um 18:00 Uhr |
| Stadion              | Ali Sami Yen Stadyumu, Istanbul |
| Schiedsrichter       | Bülent Yavuz |
| Tore                 | keine |
| Galatasaray Istanbul | Hayrettin Demirbaş – Reinhard Stumpf (35. ), Bülent Korkmaz, Hamza Hamzaoğlu – Suat Kaya, Tugay Kerimoğlu, Falko Götz, Uğur Tütüneker – Roger Ljung, Hakan Şükür (46. ), Arif Erdem Ersatzbank: Nezih Ali Boloğlu, Cihat Arslan (35. ), Soner Tolungüç, Yusuf Tepekule (46. ), Kubilay Türkyılmaz Cheftrainer: Reiner Hollmann ( Deutschland) |
| Beşiktaş Istanbul    | Zafer Öğer – Mutlu Topçu, Ali Günçar, Alpay Özalan, Gökhan Keskin – Fani Madida, Sergen Yalçın (81. ), Rıza Çalımbay, Metin Uzun – Osvaldo Nartallo (68. ), Feyyaz Uçar Ersatzbank: Şener Kurtulmuş, Kadir Akbulut, Mehmet Özdilek, Metin Tekin (68. ), Oktay Derelioğlu (81. ) Cheftrainer: Christoph Daum ( Deutschland)                    |
| Gelbe Karten         | keine – Alpay Özalan (5.) |
| Platzverweise        | keine – Alpay Özalan (54.) |

##### Rückspiel
| Paarung              | Beşiktaş Istanbul – Galatasaray Istanbul |
| Ergebnis             | 3:2 (2:1) |
| Datum                | 4. Mai 1994 um 17:30 Uhr |
| Stadion              | Inönü Stadı, Istanbul |
| Schiedsrichter       | Ahmet Çakar (Çankırı) |
| Tore                 | 0:1 Hakan Şükür (11. Erdem) 1:1 Metin Tekin (15.) 2:1 Fani Madida (22. Uçar) 2:2 Bülent Korkmaz (78. Stumpf) 3:2 Alpay Özalan (83.) |
| Beşiktaş Istanbul    | Zafer Öğer – Mutlu Topçu, Ali Günçar, Gökhan Keskin, Recep Çetin – Fani Madida (72. ), Rıza Çalımbay, Metin Tekin (85. ) – Osvaldo Darío Nartallo, Feyyaz Uçar, Mehmet Özdilek Ersatzbank: Şener Kurtulmuş, Alpay Özalan (72. ), Metin Uzun, Sergen Yalçın (85. ), Hüseyin Demirbay Cheftrainer: Christoph Daum ( Deutschland)                      |
| Galatasaray Istanbul | Hayrettin Demirbaş – Reinhard Stumpf, Bülent Korkmaz, Mert Korkmaz, Soner Tolungüç (46. ) – Hamza Hamzaoğlu, Tugay Kerimoğlu, Uğur Tütüneker – Roger Ljung, Hakan Şükür (46. ), Arif Erdem Ersatzbank: Nezih Ali Boloğlu, Cihat Arslan, Benhur Babaoğlu (46. ), Yusuf Altıntaş (46. ), Cengizhan Hınçal Cheftrainer: Reiner Hollmann ( Deutschland) |
| Gelbe Karten         | Mehmet Özdilek (25.), Osvaldo Darío Nartallo (65.) – Yusuf Altıntaş (46.) |

### UEFA Champions League
| Runde              | Datum              | Gegner            | Ort                              | Ergebnis  | Tor(e) für Galatasaray Istanbul                            | Karte(n) für Galatasaray Istanbul                      |
| ------------------ | ------------------ | ----------------- | -------------------------------- | --------- | ---------------------------------------------------------- | ------------------------------------------------------ |
| 1. Runde-Hinspiel  | 15. September 1993 | Cork City         | Ali Sami Yen Stadyumu, Istanbul  | 2:1 (1:0) | 1:0 Türkyılmaz (34.), 2:0 Erdem (52.)                      | keine                                                  |
| 1. Runde-Rückspiel | 29. September 1993 | Cork City         | Turners Cross, Cork              | 1:0 (1:0) | 1:0 Türkyılmaz (76.)                                       | Keser (48.)                                            |
| 2. Runde-Hinspiel  | 20. Oktober 1993   | Manchester United | Old Trafford, Manchester         | 3:3 (2:2) | 1:2 Erdem (16.), 2:2 Türkyılmaz (32.) 3:2 Türkyılmaz (64.) | Türkyılmaz (37.), Stumpf (87.)                         |
| 2. Runde-Rückspiel | 3. November 1993   | Manchester United | Ali Sami Yen Stadyumu, Istanbul  | 0:0       | keine                                                      | Demirbaş (69.)                                         |
| Gruppenphase       | 24. November 1993  | FC Barcelona      | Ali Sami Yen Stadyumu, Istanbul  | 0:0       | keine                                                      | Kaya (21.), Türkyılmaz (68.)                           |
| Gruppenphase       | 8. Dezember 1993   | Spartak Moskau    | Olympiastadion Luschniki, Moskau | 0:0       | keine                                                      | Erdem (24.), Kaya (35.), Tütüneker (41.), Stumpf (71.) |
| Gruppenphase       | 2. März 1994       | AS Monaco         | Stade Louis II, Monaco           | 0:3 (0:2) | keine                                                      | Keser (66.), B. Korkmaz (70.)                          |
| Gruppenphase       | 16. März 1994      | AS Monaco         | Ali Sami Yen Stadyumu, Istanbul  | 0:2 (0:0) | keine                                                      | keine                                                  |
| Gruppenphase       | 30. März 1994      | FC Barcelona      | Camp Nou, Barcelona              | 0:3 (0:1) | keine                                                      | M. Korkmaz (6.), B. Korkmaz (60.)                      |
| Gruppenphase       | 13. April 1994     | Spartak Moskau    | Ali Sami Yen Stadyumu, Istanbul  | 1:2 (0:0) | 1:2 Arslan (86.)                                           | Tütüneker (55.), Kaya (57.)                            |

### Cumhurbaşkanlığı Kupası
| Galatasaray Istanbul (Meister)                       | Galatasaray Istanbul (Meister) | Beşiktaş Istanbul (Pokalsieger) | Beşiktaş Istanbul (Pokalsieger) |
| ---------------------------------------------------- | --- | --- | ------------------------------- |
| Galatasaray Istanbul (Meister)                       | \| 22. Mai 1994 um 20:00 Uhr in Ankara (19 Mayıs Stadı) \| \| Ergebnis: 1:3 (1:1) \| \| Schiedsrichter: Bülent Yavuz \| \| Spielbericht \| | \| 22. Mai 1994 um 20:00 Uhr in Ankara (19 Mayıs Stadı) \| \| Ergebnis: 1:3 (1:1) \| \| Schiedsrichter: Bülent Yavuz \| \| Spielbericht \| | Beşiktaş Istanbul (Pokalsieger) |
| Galatasaray Istanbul (Meister)                       | Hayrettin Demirbaş – Bülent Korkmaz, Reinhard Stumpf (46. ), Falko Götz, Hamza Hamzaoğlu – Suat Kaya (38. ), Tugay Kerimoğlu , Yusuf Tepekule, Kubilay Türkyılmaz – Arif Erdem, Hakan Şükür Ersatzbank: Nezih Ali Boloğlu, Yusuf Altıntaş, Cihat Arslan, Mert Korkmaz (46. ), Soner Tolungüç (35. ) Cheftrainer: Reiner Hollmann ( Deutschland) | Şener Kurtulmuş – Recep Çetin, Mutlu Topçu, Ali Günçar, Gökhan Keskin – Mehmet Özdilek, Metin Tekin, Rıza Çalımbay (75. ), Fani Madida – Osvaldo Darío Nartallo, Feyyaz Uçar Ersatzbank: Zafer Öğer, Alpay Özalan, Yusuf Tokaç, Metin Uzun, Sergen Yalçın (75. ) Cheftrainer: Christoph Daum ( Deutschland) | Beşiktaş Istanbul (Pokalsieger) |
| Galatasaray Istanbul (Meister)                       | 1:0 Suat Kaya (3. Kerimoğlu) | 1:1 Feyyaz Uçar (17. Özdilek) 1:2 Metin Tekin (66. Topçu) 1:3 Sergen Yalçın (69. Tekin) | Beşiktaş Istanbul (Pokalsieger) |
| Galatasaray Istanbul (Meister)                       | Soner Tolungüç (57.), Tugay Kerimoğlu (71.), Bülent Korkmaz (88.) | Recep Çetin (4.), Gökhan Keskin (81.) | Beşiktaş Istanbul (Pokalsieger) |
| 22. Mai 1994 um 20:00 Uhr in Ankara (19 Mayıs Stadı) | | |                                 |
| Ergebnis: 1:3 (1:1)                                  | | |                                 |
| Schiedsrichter: Bülent Yavuz                         | | |                                 |
| Spielbericht                                         | | |                                 |

### TSYD Kupası
| Datum           | Gegner              | Ort                             | Ergebnis  | Tor(e) für Galatasaray Istanbul       | Karte(n) für Galatasaray Istanbul                            |
| --------------- | ------------------- | ------------------------------- | --------- | ------------------------------------- | ------------------------------------------------------------ |
| 18. August 1993 | Beşiktaş Istanbul   | Ali Sami Yen Stadyumu, Istanbul | 1:4 (0:2) | 1:3 Türkyılmaz (58.)                  | Korkmaz (33.), Kerimoğlu (74.)                               |
| 21. August 1993 | Fenerbahçe Istanbul | Fenerbahçe Stadı, Istanbul      | 2:2 (1:2) | 1:1 Türkyılmaz (35.), 2:1 Şükür (45.) | M. Korkmaz (14.), Kaya (54.), Şükür (72.), Y. Altıntaş (79.) |

## Statistiken

### Teamstatistik
| Wettbewerb            | Punkte | daheim | daheim | daheim | daheim | daheim | auswärts | auswärts | auswärts | auswärts | auswärts | Gesamt | Gesamt | Gesamt | Gesamt | Gesamt | Tordifferenz |
| Wettbewerb            | Punkte | Sp     | G      | U      | N      | TV     | Sp       | G        | U        | N        | TV       | Sp     | G      | U      | N      | TV     | Tordifferenz |
| --------------------- | ------ | ------ | ------ | ------ | ------ | ------ | -------- | -------- | -------- | -------- | -------- | ------ | ------ | ------ | ------ | ------ | ------------ |
| 1. Lig                | 70     | 15     | 12     | 2      | 1      | 39:13  | 15       | 10       | 2        | 3        | 28:15    | 30     | 22     | 4      | 4      | 67:28  | +39          |
| Türkiye Kupası        | –      | 2      | 1      | 1      | 0      | 2:0    | 4        | 2        | 0        | 2        | 7:7      | 6      | 3      | 1      | 2      | 9:7    | +2           |
| UEFA Champions League | –      | 5      | 1      | 2      | 2      | 3:5    | 5        | 1        | 2        | 2        | 4:9      | 10     | 2      | 4      | 4      | 7:14   | −7           |
| Gesamt                | 70     | 22     | 14     | 5      | 3      | 44:18  | 24       | 13       | 4        | 7        | 39:31    | 46     | 27     | 9      | 10     | 83:49  | +34          |

### Saisonverlauf
| Spieltag | 1 | 2 | 3 | 4 | 5 | 6 | 7 | 8 | 9 | 10 | 11 | 12 | 13 | 14 | 15 | 16 | 17 | 18 | 19 | 20 | 21 | 22 | 23 | 24 | 25 | 26 | 27 | 28 | 29 | 30 |
| -------- | - | - | - | - | - | - | - | - | - | -- | -- | -- | -- | -- | -- | -- | -- | -- | -- | -- | -- | -- | -- | -- | -- | -- | -- | -- | -- | -- |
| Spielort | H | A | H | A | H | A | A | H | H | A  | A  | H  | A  | H  | A  | A  | H  | A  | H  | A  | H  | H  | A  | H  | H  | H  | A  | H  | A  | H  |
| Resultat | S | U | S | S | U | N | S | S | S | S  | S  | S  | S  | S  | N  | S  | S  | S  | S  | U  | S  | N  | S  | S  | U  | S  | N  | S  | S  | S  |
| Platz    | 2 | 4 | 3 | 1 | 2 | 3 | 3 | 3 | 1 | 1  | 1  | 1  | 1  | 1  | 1  | 1  | 1  | 1  | 1  | 1  | 1  | 1  | 1  | 1  | 1  | 1  | 1  | 1  | 1  | 1  |

Quelle: https://www.weltfussball.de/spielplan/tur-sueperlig-1993-1994
Legende: Spielort: H = Heim; A = Auswärts. Resultat: S = Sieg; U = Unentschieden; N = Niederlage

### Spielerstatistiken
| Spieler            | 1. Lig   | 1. Lig | 1. Lig      | 1. Lig     | Türkiye Kupası/Cumhurbaşkanlığı Kupası | Türkiye Kupası/Cumhurbaşkanlığı Kupası | Türkiye Kupası/Cumhurbaşkanlığı Kupası | Türkiye Kupası/Cumhurbaşkanlığı Kupası | UEFA Champions League | UEFA Champions League | UEFA Champions League | UEFA Champions League | TSYD Kupası | TSYD Kupası | TSYD Kupası | TSYD Kupası | Total    | Total | Total       | Total      |
| Spieler            | Einsätze | Tore   | Gelbe Karte | Rote Karte | Einsätze                               | Tore                                   | Gelbe Karte                            | Rote Karte                             | Einsätze              | Tore                  | Gelbe Karte           | Rote Karte            | Einsätze    | Tore        | Gelbe Karte | Rote Karte  | Einsätze | Tore  | Gelbe Karte | Rote Karte |
| ------------------ | -------- | ------ | ----------- | ---------- | -------------------------------------- | -------------------------------------- | -------------------------------------- | -------------------------------------- | --------------------- | --------------------- | --------------------- | --------------------- | ----------- | ----------- | ----------- | ----------- | -------- | ----- | ----------- | ---------- |
| Muhammed Altıntaş  | 0        | 0      | 0           | 0          | 0                                      | 0                                      | 0                                      | 0                                      | 0                     | 0                     | 0                     | 0                     | 0           | 0           | 0           | 0           | 0        | 0     | 0           | 0          |
| Yusuf Altıntaş     | 9        | 1      | 0           | 0          | 1                                      | 0                                      | 1                                      | 0                                      | 2                     | 0                     | 0                     | 0                     | 2           | 0           | 1           | 0           | 14       | 1     | 2           | 0          |
| Cihat Arslan       | 8        | 0      | 1           | 0          | 2                                      | 0                                      | 1                                      | 0                                      | 1                     | 1                     | 0                     | 0                     | 0           | 0           | 0           | 0           | 11       | 1     | 2           | 0          |
| Benhur Babaoğlu    | 3        | 0      | 0           | 0          | 1                                      | 0                                      | 0                                      | 0                                      | 1                     | 0                     | 0                     | 0                     | 0           | 0           | 0           | 0           | 5        | 0     | 0           | 0          |
| Nezih Ali Boloğlu  | 0        | 0      | 0           | 0          | 0                                      | 0                                      | 0                                      | 0                                      | 0                     | 0                     | 0                     | 0                     | 0           | 0           | 0           | 0           | 0        | 0     | 0           | 0          |
| Ahmet Bulut        | 0        | 0      | 0           | 0          | 0                                      | 0                                      | 0                                      | 0                                      | 0                     | 0                     | 0                     | 0                     | 0           | 0           | 0           | 0           | 0        | 0     | 0           | 0          |
| Okan Buruk         | 2        | 0      | 0           | 0          | 0                                      | 0                                      | 0                                      | 0                                      | 2                     | 0                     | 0                     | 0                     | 0           | 0           | 0           | 0           | 4        | 0     | 0           | 0          |
| Hayrettin Demirbaş | 30       | 0      | 1           | 0          | 7                                      | 0                                      | 0                                      | 0                                      | 10                    | 0                     | 1                     | 0                     | 2           | 0           | 0           | 0           | 49       | 0     | 2           | 0          |
| İsmail Demiriz     | 0        | 0      | 0           | 0          | 0                                      | 0                                      | 0                                      | 0                                      | 0                     | 0                     | 0                     | 0                     | 0           | 0           | 0           | 0           | 0        | 0     | 0           | 0          |
| Arif Erdem         | 26       | 9      | 2           | 1          | 6                                      | 2                                      | 0                                      | 0                                      | 9                     | 2                     | 1                     | 0                     | 0           | 0           | 0           | 0           | 41       | 13    | 3           | 1          |
| Falko Götz         | 23       | 5      | 7           | 0          | 5                                      | 1                                      | 1                                      | 0                                      | 9                     | 0                     | 0                     | 0                     | 1           | 0           | 0           | 0           | 38       | 6     | 8           | 0          |
| Hamza Hamzaoğlu    | 27       | 4      | 0           | 0          | 7                                      | 0                                      | 0                                      | 0                                      | 10                    | 0                     | 0                     | 0                     | 2           | 0           | 0           | 0           | 46       | 4     | 0           | 0          |
| Cengizhan Hınçal   | 2        | 0      | 0           | 0          | 1                                      | 0                                      | 0                                      | 0                                      | 0                     | 0                     | 0                     | 0                     | 0           | 0           | 0           | 0           | 3        | 0     | 0           | 0          |
| Suat Kaya          | 27       | 8      | 4           | 0          | 6                                      | 1                                      | 0                                      | 0                                      | 9                     | 0                     | 3                     | 0                     | 2           | 0           | 1           | 0           | 44       | 9     | 8           | 0          |
| Tugay Kerimoğlu    | 26       | 12     | 2           | 0          | 6                                      | 0                                      | 1                                      | 0                                      | 10                    | 0                     | 0                     | 0                     | 2           | 0           | 1           | 0           | 44       | 12    | 4           | 0          |
| Erdal Keser        | 16       | 2      | 2           | 1          | 3                                      | 0                                      | 1                                      | 0                                      | 7                     | 0                     | 2                     | 0                     | 0           | 0           | 0           | 0           | 26       | 2     | 5           | 1          |
| Mustafa Kocabey    | 13       | 0      | 3           | 0          | 4                                      | 2                                      | 0                                      | 0                                      | 2                     | 0                     | 0                     | 0                     | 2           | 0           | 0           | 0           | 21       | 2     | 3           | 0          |
| Bülent Korkmaz     | 30       | 1      | 2           | 0          | 6                                      | 1                                      | 2                                      | 0                                      | 9                     | 0                     | 2                     | 0                     | 2           | 0           | 1           | 0           | 47       | 2     | 7           | 0          |
| Mert Korkmaz       | 20       | 1      | 2           | 0          | 5                                      | 0                                      | 2                                      | 0                                      | 7                     | 0                     | 1                     | 0                     | 2           | 0           | 1           | 0           | 34       | 1     | 6           | 0          |
| Roger Ljung        | 15       | 2      | 2           | 0          | 5                                      | 0                                      | 0                                      | 0                                      | 0                     | 0                     | 0                     | 0                     | 0           | 0           | 0           | 0           | 20       | 2     | 2           | 0          |
| Reinhard Stumpf    | 18       | 0      | 1           | 0          | 5                                      | 0                                      | 0                                      | 0                                      | 7                     | 0                     | 1                     | 1                     | 1           | 0           | 0           | 0           | 31       | 0     | 2           | 1          |
| Hakan Şükür        | 27       | 16     | 1           | 0          | 6                                      | 3                                      | 0                                      | 0                                      | 9                     | 0                     | 0                     | 0                     | 2           | 1           | 1           | 0           | 44       | 20    | 2           | 0          |
| Yusuf Tepekule     | 26       | 0      | 1           | 0          | 6                                      | 0                                      | 0                                      | 0                                      | 9                     | 0                     | 0                     | 0                     | 2           | 0           | 0           | 0           | 43       | 0     | 1           | 0          |
| Soner Tolungüç     | 9        | 1      | 2           | 0          | 3                                      | 0                                      | 2                                      | 0                                      | 1                     | 0                     | 0                     | 0                     | 1           | 0           | 0           | 0           | 14       | 1     | 4           | 0          |
| Kubilay Türkyılmaz | 12       | 4      | 1           | 0          | 1                                      | 0                                      | 0                                      | 0                                      | 7                     | 4                     | 2                     | 0                     | 2           | 2           | 0           | 0           | 22       | 10    | 3           | 0          |
| Uğur Tütüneker     | 18       | 0      | 2           | 0          | 4                                      | 0                                      | 0                                      | 0                                      | 8                     | 0                     | 2                     | 0                     | 1           | 0           | 0           | 0           | 31       | 0     | 4           | 0          |